# Misfits Gaming
 (février 2021).
La mise en forme du texte ne suit pas les recommandations de Wikipédia : il faut le « wikifier ».
Les points d'amélioration suivants sont les cas les plus fréquents. Le détail des points à revoir est peut-être précisé sur la page de discussion.
- Les titres sont pré-formatés par le logiciel. Ils ne sont ni en capitales, ni en gras.
- Le texte ne doit pas être écrit en capitales (les noms de famille non plus), ni en gras, ni en italique, ni en « petit »…
- Le gras n'est utilisé que pour surligner le titre de l'article dans l'introduction, une seule fois.
- L'italique est rarement utilisé : mots en langue étrangère, titres d'œuvres, noms de bateaux, etc.
- Les citations ne sont pas en italique mais en corps de texte normal. Elles sont entourées par des guillemets français : « et ».
- Les listes à puces sont à éviter, des paragraphes rédigés étant largement préférés. Les tableaux sont à réserver à la présentation de données structurées (résultats, etc.).
- Les appels de note de bas de page (petits chiffres en exposant, introduits par l'outil «  Source ») sont à placer entre la fin de phrase et le point final[comme ça].
- Les liens internes (vers d'autres articles de Wikipédia) sont à choisir avec parcimonie. Créez des liens vers des articles approfondissant le sujet. Les termes génériques sans rapport avec le sujet sont à éviter, ainsi que les répétitions de liens vers un même terme.
- Les liens externes sont à placer uniquement dans une section « Liens externes », à la fin de l'article. Ces liens sont à choisir avec parcimonie suivant les règles définies. Si un lien sert de source à l'article, son insertion dans le texte est à faire par les notes de bas de page.
- La présentation des références doit suivre les conventions bibliographiques. Il est recommandé d'utiliser les modèles {{Ouvrage}}, {{Chapitre}}, {{Article}}, {{Lien web}} et/ou {{Bibliographie}}. Le mode d'édition visuel peut mettre en forme automatiquement les références.
- Insérer une infobox (cadre d'informations à droite) n'est pas obligatoire pour parachever la mise en page.

Pour une aide détaillée, merci de consulter Aide:Wikification.
Si vous pensez que ces points ont été résolus, vous pouvez retirer ce bandeau et améliorer la mise en forme d'un autre article.
Misfits Gaming est une organisation professionnelle de sport électronique basée à Boca Raton, Floride. Elle possède actuellement des équipes sur les jeux Rocket League, Call of Duty (sous le nom Miami Heretics) et Overwatch (sous le nom Florida Mayhem).
L'équipe est fondée le 18 mai 2016, par Ben Spoont et les fondateurs de Syfy, Laurie Silvers et Mitch Rubenstein, sur le jeu League of Legends. Elle participait au championnat européen de League of Legends (LEC), ainsi qu'à la Ligue française de League of Legends pour son équipe académique, les Misfits Premier.
Misfits Gaming Group est partiellement possédé par les équipes de NBA du Heat de Miami et des Magic d'Orlando.

## League of Legends
L'équipe League of Legends de Misfits a été formée le 18 mai 2016 pour participer aux « European Challenger Series Summer Qualifiers » après que leur organisation mère d'origine, Renegades (en), ait reçue une décision compétitive qui les a bannis de la scène e-sport de League of Legends. Leur effectif inaugural était composé du top-laner Barney "Alphari" Morris, du jungler Kim "Wisdom" Tae-wan, du mid-laner Marcin "SELFIE" Wolski, ADC Florent "Yuuki60" Soler et Support Han "Dreams" Min-kook.
Après avoir battu EURONICS Gaming 3–1 en finale, Misfits s'est qualifiée pour les European Challenger Series. Les Misfits ont remporté les EU CS Summer Split 2016 et se sont qualifiés pour le tournoi de promotion des EU LCS Spring 2017, où ils ont battu le FC Schalke 04 Esports (en) 3-1 pour accéder aux LCS EU (désormais LEC).
L'équipe League of Legends de Misfits participe à la meilleure ligue professionnelle d'Europe, la LEC, avec laquelle elle est devenue partenaire de cette franchise en 2019. En 2017, l'équipe s'est qualifiée pour le championnat du monde, où elle a atteint la phase d'élimination, mais a perdu 2–3 contre SK Telecom T1 en quarts de finale. En juillet 2022, Misfits a annoncé avoir vendu son slot à l'équipe espagnole Team Heretics.
L'équipe académique de Misfits s'est qualifiée pour le tournoi d'été 2017 des LCS EU le 13 avril 2017, après avoir battu Origen 3–0 et Fnatic Academy 3–2,. Le 19 mai 2017, Misfits a ensuite vendu le spot LCS de son équipe d'académie à l'organisation allemande d'e-sport Mysterious Monkeys pour environ 400 000 USD. L'effectif entier de l'équipe, à l'exclusion de leur jungler Milo "Pridestalker" Wehnes (qui a rejoint l'équipe Roccat (en)), a ensuite été transféré à Mysterious Monkeys. Une nouvelle équipe académique nommée Misfits Premier est alors créée, et elle rejoint la Ligue française de League of Legends pour sa création. Pour son tout premier split, elle parviendra à se qualifier pour le Spring Split des European Masters qu'elle remportera finalement en battant SK Gaming Prime en finale. Sur la scène nationale, elle remportera le Summer Split 2021 ainsi que le championnat de France en 2020 et 2021. En raison de la vente du slot de l'équipe première, l'équipe académique quitte également la LFL.

### Résultats en tournoi
| Place    | Événement                                   | Résultat final (V – D)     |
| -------- | ------------------------------------------- | -------------------------- |
| Qualifié | Spring Promotion de l'EU LCS                | 3–1                        |
| 2e       | Spring Split de l'EU LCS de 2017 (groupe A) | 8–5                        |
| 4e       | Playoffs des EU LCS de 2017                 | 0–3 (contre Fnatic)        |
| 3e       | Summer Split des LCS EU de 2017 (groupe A)  | 6-7                        |
| 2e       | Summer Playoff du LCS EU de 2017            | 0–3 (contre G2 Esports)    |
| 5e-8e    | Championnat du monde 2017                   | 2–3 (contre SK Telecom T1) |
| 7e       | Spring Split des LCS EU de 2018             | 8–10                       |
| 5e       | Summer Split des LCS EU de 2018             | 11–7                       |
| 4e       | Summer Playoffs des LCS EU de 2018          | 1–3 (contre Team Vitality) |
| 4e       | Finales Régionales des EU LCS de 2018       | 2–3 (contre Splyce)        |
| 8e       | Spring Split des LEC de 2019                | 8–10                       |
| 9e       | Summer Split des LEC de 2019                | 6–12                       |

## Overwatch
Fin juin 2016, Misfits a acquis les joueurs de l'équipe de Graviton Surge, composée des joueurs suédois Nicholas "Skipjack" Rosada, Jonathan "Kryw" Nobre, Andreas "Nevix" Karlsson, Terrence "SoOn" Tarlier, Sebastian "Zebbosai" Olsson et Nikolaj "Zaprey" Ian Moyes. Le 12 juillet 2017, l'éditeur d' Overwatch Activision Blizzard a officiellement annoncé que Misfits avait obtenu une place à la Overwatch League représentant la région de Miami-Orlando. Depuis le 2 novembre 2017, l'équipe évolue sous le nom "Florida Mayhem".

## Counter-Strike: Global Offensive
En janvier 2017, Misfits a acquis les joueurs de l'ex-TSM CS:GO, composée de Sean "seang@res" Gares, Russel "Twistzz" Van Dulken, Skylar "Relyks" Weaver, Shazeb "ShahZaM" Khan et Hunter "SicK" Mims. Dans le cadre de leur recrutement, les Misfits ont gagné une place dans l'ESL Pro League car leurs joueurs s'étaient déjà qualifiés en représentant TSM.
Russel "Twistzz" Van Dulken a quitté l'équipe le 14 avril 2017, et le même jour, il a été annoncé qu'ils avaient recruté le duo français de David "devoduvek" Dobrosavljevic et François "AmaNEk" Delaunay. Peu de temps après avoir rejoint Misfits, Skylar "Relyks" Weaver a été retiré de l'équipe le 25 juillet 2017. À la suite de la sortie de Relyks, Twistzz a été transféré à Team Liquid après avoir passé du temps en prêt dans cette équipe pendant un peu moins d'une semaine.
Dans les mois suivants, l'équipe a pu se qualifier pour l'ELEAGUE Major: Boston 2018, mais a eu une mauvaise performance en raison de l'incapacité des Canadiens français de l'équipe à obtenir les visas américains appropriés. Ils n'ont pu remporter qu'une seule victoire et ont ensuite été éliminés du tournoi avec un score de 1 victoires pour 3 défaites. Après le tournoi, les contrats de seang@res, ShahZaM et SicK ont expiré, laissant devoduvek et AmaNEk comme les seuls joueurs restants dans l'équipe. Le 14 février 2018, Misfits a annoncé son départ de la scène professionnelle CS:GO, libérant devoduvek et AmaNEk de leurs contrats.

### Equipe Finale

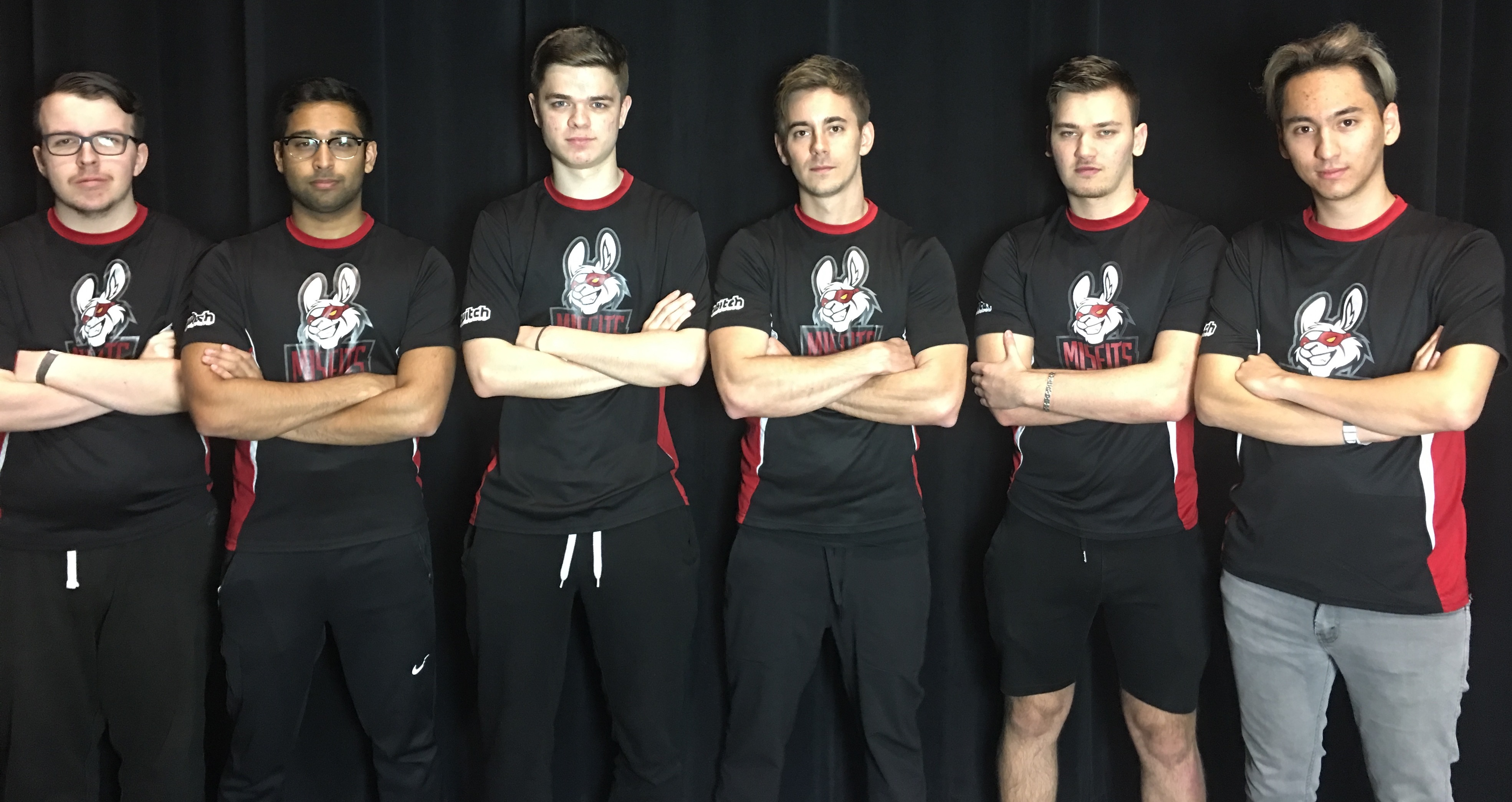
L'équipe CS:GO de Misfits au Championnat Mineur Américain - Boston 2018 à Toronto.

| Nat.                   | Nom d'Utilisateur | Nom                  | Rôle       | Date d'inscription |
| ---------------------- | ----------------- | -------------------- | ---------- | ------------------ |
| Drapeau des États-Unis | sgares            | Sean Gares           | IGL        | 14 janvier 2017    |
| Drapeau des États-Unis | SicK              | Chasseur Mims        | Rifler     | 14 janvier 2017    |
| Drapeau des États-Unis | ShahZaM           | Shahzeb Khan         | AWP        | 14 janvier 2017    |
| Drapeau de la France   | AmaNEk            | François Delauney    | Rifler     | 14 avril 2017      |
| Drapeau de la France   | devoduvek         | David Dobrosavljevic | Rifler     | 14 avril 2017      |
| Drapeau du Brésil      | peacemaker        | Luis Tadeu           | Entraîneur | 18 avril 2017      |

### Résultats en tournoi
- 3e et 4e- DreamHack Open Tours 2017 [23]
- 1er - Série CyberPowerPC Extreme Gaming - Automne 2017 [24]
- 3e-4e - ESL Pro League Saison 6 [25]
- 19e-21e - ELEAGUE Major: Boston 2018 [26]

## Jeux de combat
Misfits s'est aventuré sur la scène professionnelle de Super Smash Bros. le 29 novembre 2016, lorsqu'ils ont signé Ryan "The Moon" Coker-Welch. L'organisation s'est ensuite étendue à des jeux de combat plus traditionnels avec la signature d'Armando «Angelic» Mejia.
| Alias      | Nom complet      | Jeux)                        | Personnage(s)                     | Rejoint          |
| ---------- | ---------------- | ---------------------------- | --------------------------------- | ---------------- |
| La Luna    | Ryan Coker-Welch | Super Smash Bros. Mêlée      | Marth                             | 29 novembre 2016 |
| Larry Lurr | Larry Holland    | Super Smash Bros. pour Wii U | Fox                               | 13 janvier 2017  |
| Angelic    | Armando Mejia    | Ultimat Marvel vs. Capcom 3  | Wolverine, Dormammu, Shuma-Gorath | 7 avril 2017     |